# Bruce Channel
Bruce Channel (à prononcer "chu-nell"), de vrai nom Bruce McMeans et né le 28 novembre 1940 à Jacksonville au Texas, est un chanteur américain, connu pour son célèbre hit en 1962 Hey! Baby. Bruce Channel exécutait à l'origine sur la Louisiane le spectacle de radio de Hayride et il a ensuite rejoint le joueur d'harmonica Delbert McClinton chantant de la musique country.
À l'origine, Bruce Channel était en contrat avec le producteur Bill Smith mais, le succès grandissant, il a changé de studio pour aller à Fracas. Sa chanson a atteint le sommet du Top aux États-Unis en mars 1962 et est restée dans cette position durant 3 semaines. En plus du grand succès aux USA, son tube est devenu n°2 dans le Royaume-Uni dans la même année.
Bruce a visité l'Europe et a été soutenu par les Beatles, qui étaient alors toujours méconnus. John Lennon, qui avait Hey Baby sur son juke-box, a été frappé par l'harmonica de McClinton. L'harmonica Hey Baby a d'ailleurs inspiré le jeu de Lennon quand les Beatles ont sorti Love Me Do.
Delbert McClinton a continué dans une carrière solo en continuant à engranger du succès, tout en écrivant des chansons enregistrées par Waylon Jennings et Emmylou Harris. Bruce Channel ne rentrera ensuite dans le Top 40 qu'avec Keep on en 1968, qui a été produit par Dale Hawkins. Channel a la particularité de ne pas aimer le tourisme, si bien qu'il s'est installé à Nashville, en continuant de sortir des chansons ayant reçu des prix au cours des années 1970 et 80.
Il a entre autres écrit As Long As I'm Rockin' With You pour John Conlee, Party Time for T.G. Sheppard, etc.
En 1995, Bruce Channel a enregistré sa propre version de Stand Up pour le Memphis Tennessee qui jouait pour le studio Ice House. Delbert McClinton a même spécialement repris l'harmonica pour jouer avec Bruce une version de My babe.
Channel a ensuite commencé un projet avec le chansonnier Larry Henley (ex-The Newbeats).